# Alberto Gallego
Alberto Gallego Ruiz (Don Benito, 25 november 1990) is een Spaans wielrenner.

## Carrière
In 2015 werd Gallego derde in het eindklassement van de Ronde van Madrid, achter Jevgeni Sjaloenov en Diego Rubio. Anderhalve maand later werd hij dertiende in het door Alejandro Valverde gewonnen Spaans wegkampioenschap. Vanwege zijn resultaten kreeg Gallego een contract voor 2016 aangeboden bij Caja Rural-Seguros RGA.
Bij een controle op 3 januari 2016 werden bij Gallego sporen van stanozolol, een synthetische anabole steroïde, aangetroffen. De Spanjaard werd door de UCI voorlopig geschorst en zijn contract werd door de ploeg beëindigd. Op 7 oktober werd bekend dat Gallego voor drie jaar en negen maanden werd geschorst.

## Overwinningen
2014
Bergklassement Trofeo Joaquim Agostinho

## Ploegen
- 2014 –  Rádio Popular (vanaf 20-6)
- 2015 –  Rádio Popular-Boavista
- 2016 –  Caja Rural-Seguros RGA (tot 26-1)

Aramendia · Arroyo · Barbero · Benito · Bilbao · Carthy · Ferrari · Gallego · D. Gonçalves · J. Gonçalves · Lastra · Madrazo · Mas · Molina · Pardilla · Prades · Rosón · Rubio · Sáez · Vilela · Azkarate (stagiair) · Irisarri (stagiair) · Zabala (stagiair)